# Ernst Friedrich Wilhelm Rögge
Ernst Friedrich Wilhelm Rögge (auch Roegge; * 28. April 1829 in Ostercappeln im Königreich Hannover; † 11. Februar 1908 in München, Königreich Bayern) war ein deutscher Fresken-, Genre- und Historienmaler.

## Leben
Wilhelm Rögge war der Sohn eines Metzgers. Er begann seine Ausbildung bei dem Maler und Lithografen Theodor Joseph Terpen in Osnabrück und studierte ab dem 11. November 1848 an der Königlichen Akademie der Künste in München bei Philipp von Foltz. Er setzte sein Studium bei Joseph Kehren in Düsseldorf fort. Danach unternahm er eine Studienreise nach den Niederlanden und Norditalien.
Wilhelm Rögge war in München überwiegend als Historienmaler tätig. Für den König Ludwig II. von Bayern schuf er Fresken in den Schlössern von Linderhof und Herrenchiemsee. Daneben malte er auch Genreszenen aus dem bäuerlichen Leben oder eine Schachpartie.
Er war der Vater des Malers Wilhelm Rögge des Jüngeren.

## Werke (Auswahl)

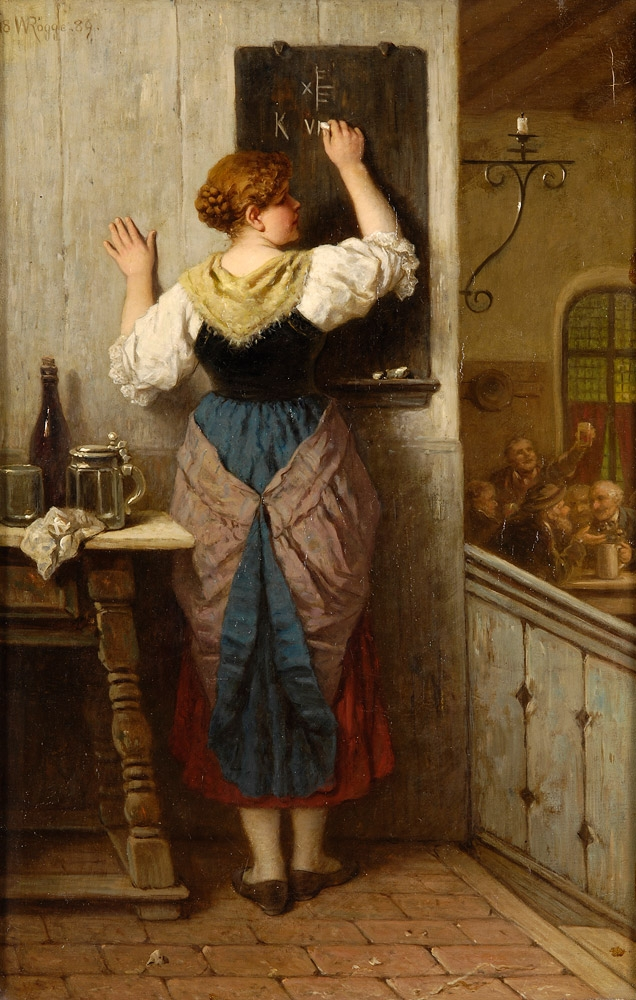
Eine fesche Oberin, 1889

- Heinrichs des Löwen Pilgerfahrt nach Jerusalem (Gemälde)
- Tod des Markgrafen Luitpold in der Schlacht gegen die Ungarn 907[2]
- Vergleich Herzog Arnulf’s mit König Heinrich I. vor Regensburg 920[2]
- Aussöhnung Kaiser Otto’s I mit seinem Bruder Heinrich 939. (1867)